# Herzogstuhl

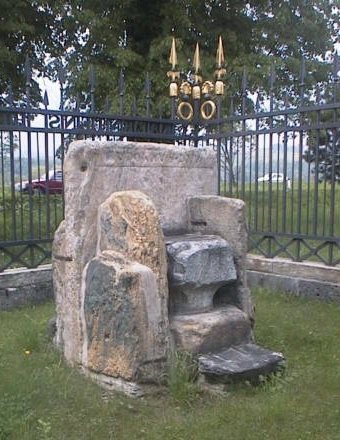
Der Herzogstuhl am Zollfeld

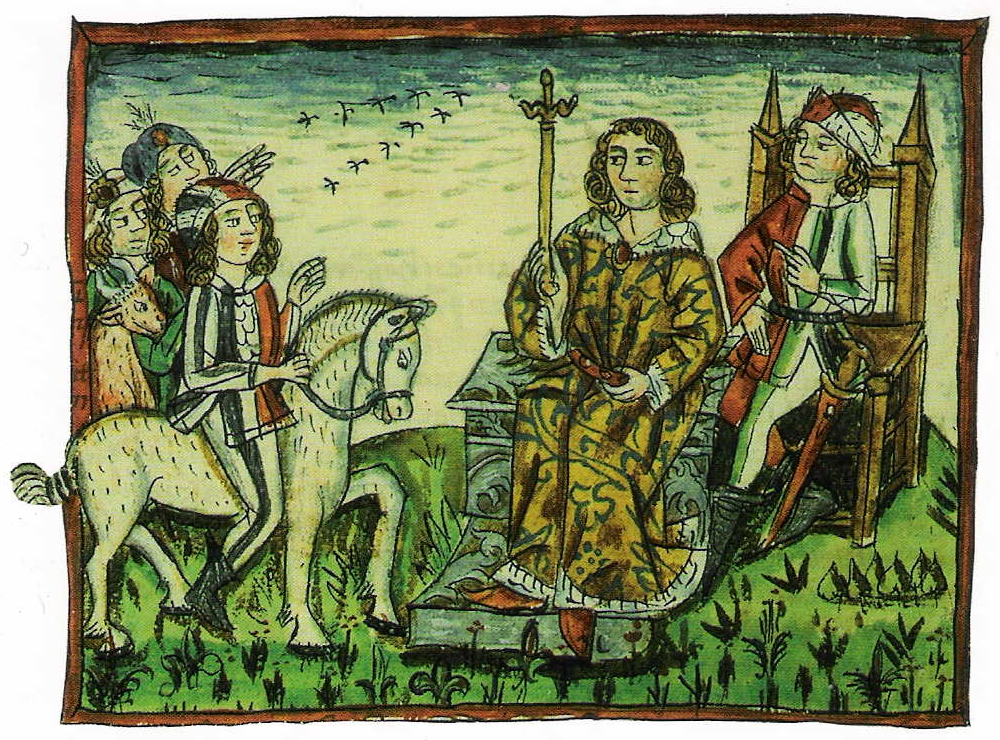
Herzogseinsetzung auf dem Zollfeld. Zeitgenössische Darstellung von Leopold Stainreuter (14. Jhd.)

Der Kärntner Herzogstuhl ist ein steinerner Herrschersitz im Freien. Er spielte eine wichtige Rolle bei der Inauguration der Herzöge von Kärnten. Der Herzogstuhl ist ein Baudenkmal.

## Geschichte, Beschreibung
Der Thron wurde vermutlich in der zweiten Hälfte des 9. Jahrhunderts errichtet und befindet sich auf dem Zollfeld. Der Herzogstuhl wurde als sedes Karinthani ducatus anlässlich der Herzogseinsetzung von Hermann von Spanheim im Jahr 1161 zum ersten Mal urkundlich erwähnt. Zwischen 1286 und 1597 ist die Inthronisation von sieben Landesfürsten urkundlich nachgewiesen, später wurde deren Ernennung im Klagenfurter Landhaus durchgeführt.
Der Herzogstuhl ist als Doppelsitz ausgebildet, der westliche, ältere Sitz aus einheimischem Gestein war dem Pfalzgrafen von Görz vorbehalten, der östliche für den Herzog von Kärnten bestimmt. Für dessen Herstellung wurde der Marmor-Grabstein eines Bewohners des alt-römischen Virunum verwendet. Neben dem Herzogstuhl spielte in der Zeremonie der Fürstenstein bei Karnburg eine herausragende Rolle.
Die Gitterumrandung ist als Lanzengitter ausgeführt, welches 1834 errichtet wurde. Im 21. Jahrhundert erhielt der Herzogstuhl zusätzlich ein Einhausung aus Glas, um ihn vor Witterungseinflüssen und Vandalismus zu schützen. 